# Ultime della notte (romanzo)
Ultime della notte è un romanzo di Petros Markarīs, pubblicato nel 1995 in Grecia e nel 2000 in italiano dalla casa editrice Bompiani.
È il primo romanzo della serie dedicata al commissario Kostas Charitos.

## Trama
Il commissario Kostas Charitos della polizia di Atene sta indagando sull'omicidio di una giovane coppia di albanesi, liquidandolo inizialmente come un semplice delitto passionale. La morte della nota giornalista Ghianna Karaghiorghi, uccisa negli studi televisivi proprio mentre stava per annunciare in diretta televisiva un clamoroso scoop, lo porterà invece a rivedere anche il primo omicidio sotto un'altra luce.
Charitos si trova a condurre le indagini incalzato dalla pressione dei media e del suo capo Nikolas Ghikas ansioso di veder risolto il caso per mettere a tacere gli attacchi della stampa.

## Edizioni
- Petros Markarīs, Ultime della notte, Quarta ed., collana Tascabili, Bompiani, 2007,  pp. 343, cap. 44, ISBN 978-88-452-4859-7.

- Petros Markarīs, Ultime della notte, La nave di Teseo, 2023, ISBN 9788834614600